# Parque Natural Regional da Armórica
O Parque Natural Regional da Armórica (em francês:  Parc naturel régional d'Armorique, em bretão:  Park an Arvorig), é uma área rural protegida localizada na Bretanha. O terreno do parque vai do Oceano Atlântico até o interior montanhoso. Há praias arenosas, pântanos, rochas estranhas, rios rápidos e as colinas de Monts d'Arrée, todos misturados em uma única paisagem. O parque também inclui três ilhas: Île de Sein, Molène e Ouessant.
A vida selvagem do parque é diversificada e interessante para os naturalistas. Há aves marinhas nas ilhas, lontras europeias e castores nos rios e pântanos, além de aves de rapina interessantes. Nos pântanos vive uma espécie de planta carnívora rara, a Drosera, que captura insetos desprevenidos.

## História
Este Parque Natural Regional da França foi fundado por meio de uma parceria entre os governos local e nacional em 1969. As três ilhas do parque, Sein, Molène e Ouessant, foram coletivamente consideradas uma reserva do Programa Homem e a Biosfera da UNESCO em 1988.

## Geologia
A área é formada, principalmente, por rochas sedimentares de idade paleozoica que sofreram falhas e foram dobradas durante a Orogenia Varisca. Várias intrusões de granito como a de Huelgoat, também foram formadas nessa época. O arenito armoricano é uma rocha branca/cinza clara que forma os penhascos de Pen Hir e Cap de Chevre. As ilhas e rochas do Mar de Iroise são, em sua maioria, formadas por granito e calcário da era Carbonífera. O parque natural regional está atualmente (2018) trabalhando para obter o status de Geopark. Um museu geológico local, conhecido como Maison des Mineraux, próximo ao Cap de la Chevre, abriga exposições sobre a geologia do Espace Remarquable de Bretagne ou "ERB", que foi designado para conservar o patrimônio geológico da área.
Uma variedade de geossítios foi designada na parte peninsular do parque regional:
- Beg ar gwinn

- Enez Louarn

- Le Fort

- Le Fraternit

- Keric Bihan

- Le Loch

- Lostmarc'h

- Pen Hat

- Plage de la Source

- Pointe du Drezec

- Pointe de Gouin - Correjou

- Pointe de Raguenez

- Pointe Sainte Barbe

- Porz Koubou

- Porz Kregwenn

- Porz Nay

- Postolonnec

- Quilien

- Rozan

- Run ar C'hrank

- Saint Fiacre

- Sillon des Anglais

- Sillon du Pal

- Trez Bihan Nord

- Trez Rouz

- Veryac'h

- Le Zorn

## Geografia

### Península de Crozon
Além das ilhas, a península de Crozon forma a seção oeste do parque natural regional. A principal cidade é Crozon, enquanto os resorts litorâneos de Morgat e Camaret-sur-Mer ficam a sudoeste e noroeste, respectivamente. Tengruc-sur-Mer está situada na parte sudeste da península. O acesso rodoviário à península é fornecido pela estrada D791 da Route nationale 165 (E60) em Le Faou e pela D887 de Châteaulin. Os promontórios de Cap de la Chevre e Pointe de Pen Hir são atrações locais importantes por suas paisagens costeiras e associações históricas.

### Monts d'Arrée
Monts d'Arrée é uma área onde a mitologia celta e as tradições cristãs coexistem pacificamente. Uma lenda local explica por que os Monts d'Arrée são tão desnudos: quando Cristo nasceu, Deus pediu às árvores dos Monts d'Arrée que atravessassem o mar para saudar o recém-nascido. Todas as árvores, exceto os humildes pinheiros, tojos e Ericaceae, recusaram-se a fazer isso e, por isso, foram arrancadas do chão como punição divina.
Embora a colina mais alta, Tuchen Gador, tenha apenas 384 metros de altura, é fácil se perder. A neblina baixa é frequente entre as colinas e acima dos pântanos. Os Monts são muito irregulares. As rochas pontiagudas de Tuchen Gador criam um contraste impressionante com as colinas arredondadas do Mont Saint Michel de Brasparts. As caminhadas nos Monts podem ser traiçoeiras devido às constantes mudanças climáticas e ao solo irregular e pantanoso.

### Monte Saint-Michel de Brasparts e a Capela de Saint-Michel

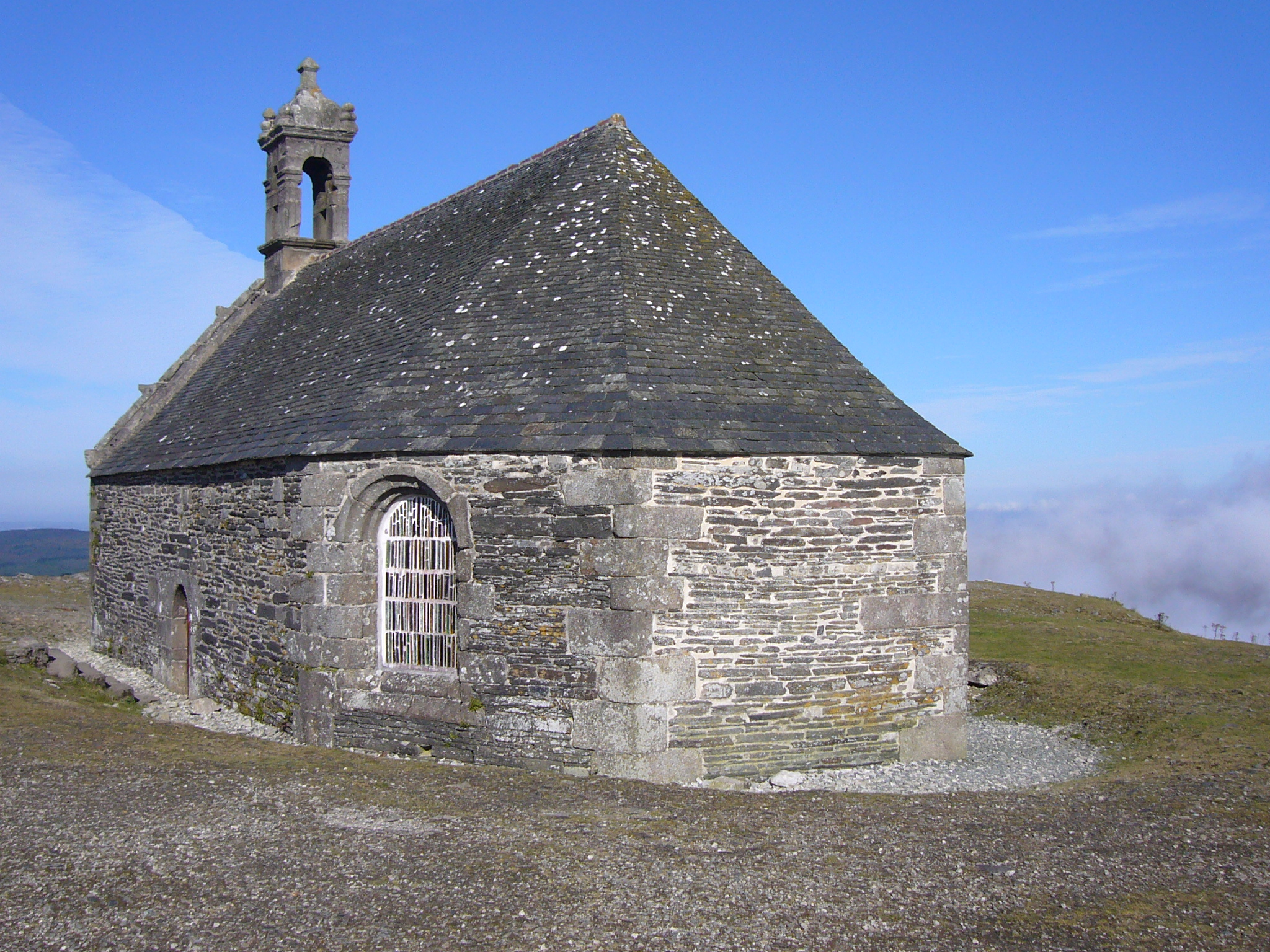
Vista da capela de Saint-Michel no Monte Saint-Michel de Brasparts, nos Monts d'Arrée, no Parque Natural Regional da Armórica

O Monte Saint-Michel de Brasparts (em bretão:  Menez-Mikael) é a colina mais famosa da cordilheira. O monte tem 380 metros de altura e é o segundo mais alto da cadeia de Monts d'Arrée. O Monte já foi considerado como tendo 391 metros de altura, mas isso só é verdade se a altura da Capela de Saint-Michel for incluída.
Uma fonte afirma que o topo da Capela de Saint-Michel é o ponto mais alto da Bretanha no entanto, o Émetteur de Roc'h Trédudon é 3 metros mais alto, com 383m. Se as estruturas no topo dessas colinas forem incluídas, o Émetteur de Roc'h Trédudon é ainda mais alto, com uma antena de 220m no cume.
O cume do Saint-Michel de Brasparts oferece belas vistas dos pântanos de Elez Yeun e do Lago Brennilis. Quando o tempo permite, é possível ver a Pont de l'Iroise e a Baía de Morlaix.
A Capela de Saint-Michel foi construída em 1672, e é dedicada ao Arcanjo Miguel. Ela foi vandalizada em 1935, quando a estátua do Arcanjo foi removida da capela. Atualmente, o prédio está vazio.

### Elez Yeun

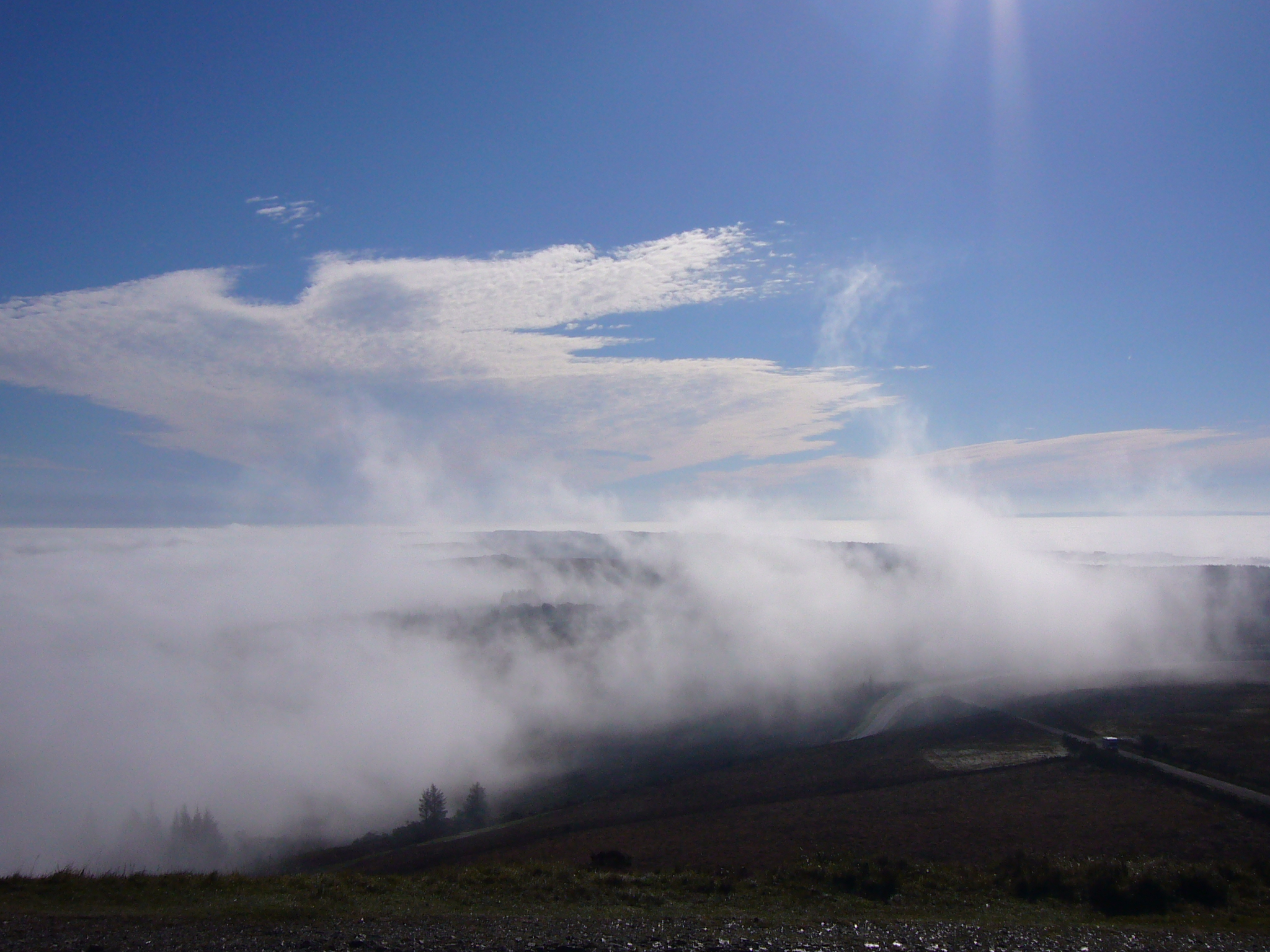
Vista dos Monts d'Arrée na Bretanha a partir do Monte Saint-Michel de Brasparts. Enquanto faz sol no monte, há neblina em Elez Yeun

Elez Yeun é um vale pantanoso, visível do cume do Mont Saint-Michel de Brasparts. A tradição antiga afirma que esse é um dos portões do inferno. A palavra "ellez" é encontrada em alguns outros nomes da região e vem da mesma raiz indo-europeia de "hell" (inferno) em inglês.

#### Lendas
Elez Yeun é cercado por muitas lendas e superstições. Dizem que mortais infelizes que olham para Elez Yeun arriscam serem capturados e arrastados para baixo por forças invisíveis. Demônios malévolos, geralmente na forma de um grande cão negro, são ouvidos latindo à noite. Outro som ouvido flutuando no vento noturno vem das festas loucas de almas perdidas. No folclore cristão, acreditava-se que o Youdic (Elez Yeun) era um lugar para confinar os possuídos, mas São Miguel tem o poder de salvar as almas de caírem nele.

Uma lenda descreve o que aconteceu com um padre e um sacristão de nome Job, quando tentaram atravessar o Elez Yeun:
A incomum capela de Saint-Michel é considerada o lar do Arcanjo Miguel, que atua como protetor das almas perdidas que vagam pelo pântano abaixo de sua colina. Miguel e o demônio tinham uma longa história de lutas e competições. Uma das histórias diz que o Diabo ficou furioso quando o Monte Saint-Michel e a capela foram construídos, provavelmente porque ele sabia que o Arcanjo Miguel estaria protegendo os perdidos de entrarem nos portões do inferno em Elez Yeun. O demônio disse a São Miguel que o Monte Saint-Michel era dele, do demônio, para residir. Não é de surpreender que São Miguel tivesse uma opinião diferente. Para decidir qual dos dois ficaria com o Monte, o Diabo e São Miguel concordaram em fazer uma competição de salto. O Diabo pulou e caiu em um rio, enquanto as asas de São Miguel o levaram para muito mais longe. Dessa forma, São Miguel ganhou o Monte para si, exceto pelo fato de que o Diabo ainda vive em algum lugar abaixo do Monte.

## Municípios membros
O parque da Armórica inclui as seguintes comunas:

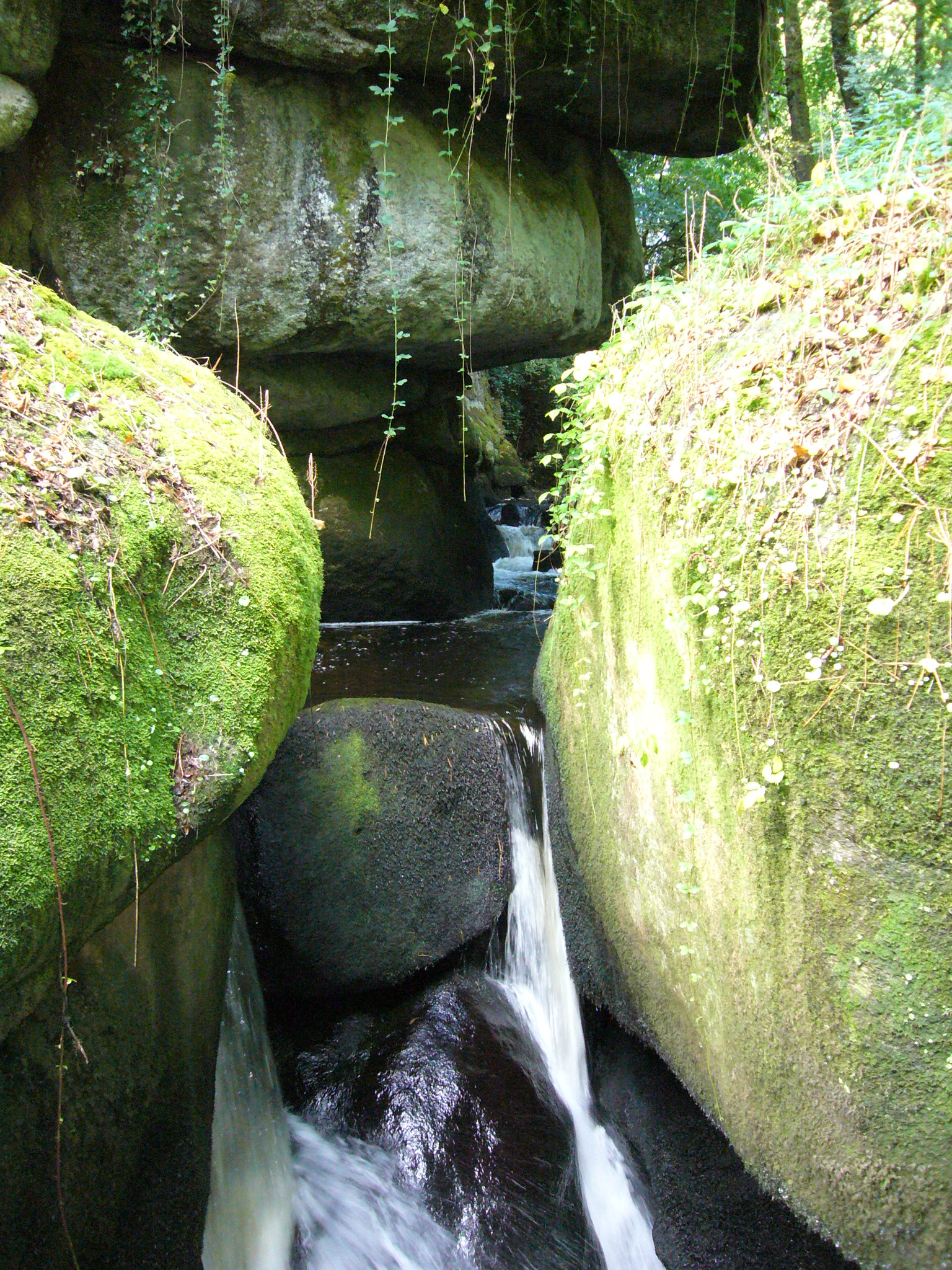
As rochas (Les rochers) em Huelgoat.

- Argol
- Berrien
- Bolazec
- Botmeur
- Botsorhel
- Brasparts
- Brennilis
- Camaret-sur-Mer
- Cloître-St-Thégonnec
- Châteaulin
- Commana
- Crozon
- Daoulas
- Dinéault
- Guerlesquin
- Hanvec
- Hôpital-Camfrout
- Huelgoat
- Île de Sein
- La Feuillée
- Landévennec
- Lanvéoc
- Le Faou
- Locmaria-Berrien
- Logonna-Daoulas
- Lopérec
- Loqueffret
- Molène
- Ouessant
- Pleyben
- Plougonven
- Plounéour-Ménez
- Pont-de-Buis-lès-Quimerch
- Port-Launay
- Roscanvel
- Rosnoën
- Saint-Coulitz
- Saint-Eloy
- Saint-Rivoal
- Saint-Ségal
- Scrignac
- Sizun
- Telgruc-sur-Mer
- Trégarvan

## Huelgoat
Em Huelgoat, as formações rochosas incomuns, os rios rápidos e límpidos, o lago e os bosques escuros criam uma atmosfera de conto de fadas. Dizem que o Rei Arthur andou por lá e até escondeu seus tesouros em La Grotte d'Artus, ou Caverna de Arthur.